# Purgatorio - Canto undicesimo

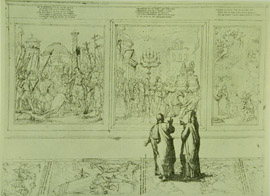
Dante osserva gli empi, illustrazione di Federico Zuccari

Il canto undicesimo del Purgatorio di Dante Alighieri si svolge sulla prima cornice, ove espiano le anime dei superbi; siamo nel mattino dell'11 aprile 1300
(Lunedì dell'Angelo), o secondo altri commentatori del 28 marzo 1300.

## Incipit
(Anonimo commentatore dantesco del XIV secolo)

### Temi e contenuti

#### La Preghiera dei superbi (versi 1-24)

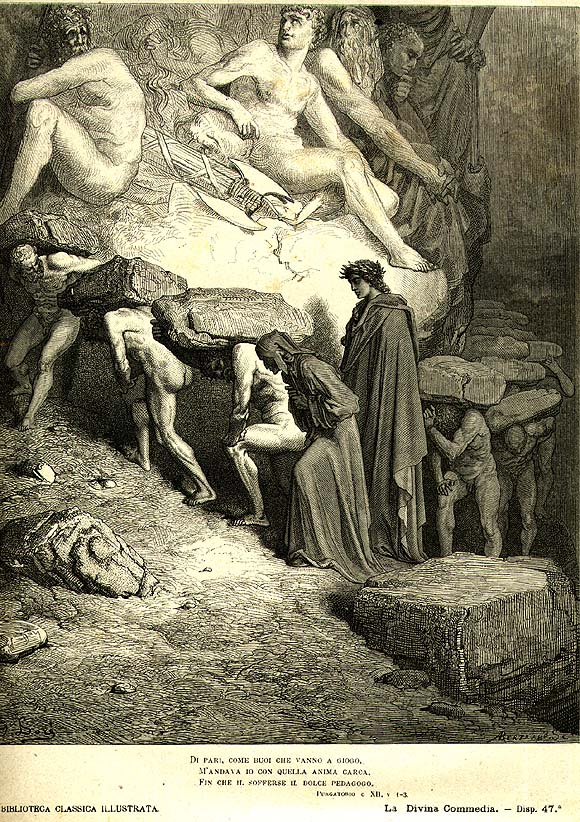
I superbi in un'illustrazione di Gustave Doré, con tra loro Omberto Aldobrandeschi

L'XI canto si apre con una poetica, e lievemente rivisitata, versione del Padre Nostro biblico. La preghiera è pronunciata da tutte le anime che hanno peccato di superbia in vita e ha come fonti i vangeli di Matteo e Luca e alcuni inni paraliturgici medievali. Dante sceglie il Padre nostro perché più di altre preghiere sottolinea la condizione di sottomissione delle anime superbe.
La preghiera, che occupa i primi 24 versi, è pronunciata dalla totalità dei superbi presenti nel primo girone del Purgatorio e termina con una supplica a Dio ("Quest'ultima preghiera, segnor caro,/già non si fa per noi, ché non bisogna,/ ma per color che dietro a noi restaro") che stimola in Dante una riflessione sulla doverosità dei vivi di pregare per le anime del Purgatorio poiché queste, nonostante la loro situazione di sofferenza, continuano a pregare per "Coloro che dietro a noi restaro". Questo è l'estremo atto di umiltà nei confronti del prossimo (cosa che non seppero far in vita).
I critici si sono divisi riguardo all'interpretazione della conclusiva supplica all'Onnipotente. I più intendono che questa sia riferita esclusivamente ai versi 19-21, dunque solamente alla parte del Padre Nostro riguardante la tentazione del male. Altri critici, suppongono invece, d'accordo con l'interpretazione dei teologi, che tale supplica sia riferita alla parte della preghiera attribuibile alla vita temporale, ossia dal verso 13 al verso 21.

#### Le preghiere dei vivi (versi 25-45)
Mentre pregano, le anime camminano lungo la prima cornice con un grande masso sulla schiena. La sensazione che provano può essere paragonata a quella di angoscia che si prova dopo aver avuto un incubo (pare di aver un grande peso addosso, e ci si divincola tentando di liberarsene). Allora Dante si domanda che cosa possano fare i vivi sulla terra per le anime delle persone ormai defunte. La risposta è: pregare con affetto affinché il loro periodo lontano da Dio si accorci e possano giungere presso di lui puri e lavati dal peccato (questione già trattata nei canti IV e VI). Poi Virgilio dopo avere augurato alle anime giustizia e misericordia divina (captatio benevolentiae), domanda loro di indicare la via più semplice per arrivare alla cornice successiva, perché Dante è stanco, appesantito dal corpo che ancora ha (c'è anche un riferimento alla fatica interiore di purificazione).

#### Omberto Aldobrandeschi (versi 46-72)
Una voce sconosciuta (i superbi, inclinati dal masso, rendono la risposta anonima) dice loro di seguire le anime lungo la parete rocciosa, dove troveranno il passaggio percorribile anche da un essere umano. Aggiunge poi che, se non gli fosse impedito dal masso, guarderebbe il viso per vedere se lo conosce. Poi l'anima dice di essere italiana, toscana per la precisione. Suo padre era Guglielmo Aldobrandeschi. È chiaro dunque che si tratta di Omberto Aldobrandeschi, membro di una delle più nobili e antiche famiglie toscane. Egli in vita aveva proseguito la politica antisenese già intrapresa dal padre con l'aiuto di Firenze. Morì a Campagnatico in circostanze ignote: alcune cronache riferiscono che morì in battaglia, altre che fu soffocato da sicari senesi travestiti da frati. Il padre Guglielmo non viene citato per aver peccato di superbia, quanto per avere procurato quel potere e ricchezza che consentirono al figlio la superbia.
Omberto domanda se Dante e Virgilio abbiano sentito nominare la casata degli Aldobrandeschi (o per un atto di superbia o a titolo informativo). Come dice, le grandi imprese e le radici nobili della sua famiglia (collegamento alle virtù cortesi contro le quali polemizza Dante) lo resero così arrogante da disprezzare tutti gli uomini, come lui discendenti di Eva, invece di comprendere l'uguaglianza degli uomini davanti a Dio. La colpa però non è della sua famiglia, ma di lui stesso. Mentre parla però Omberto usa il passato, quasi come se la superbia fosse solo un ricordo lontano, a cui ora si contrappone l'umiltà del Purgatorio.
L'arroganza (dal latino arrogare, attribuirsi, si ha quando un uomo crede di essere quello che non è) non ha fatto torto solo a lui, ma anche alla sua stessa famiglia, che dopo di lui ha continuato la sua strada. Quindi è giusto che porti un tale peso, per pagare da morto il debito che ha nei confronti di Dio poiché non lo ha fatto da vivo.

#### Oderisi da Gubbio (versi 73-108)
Dante si china per ascoltare meglio ciò che Omberto sta dicendo, e nello stesso tempo con questo gesto ammette indirettamente di aver peccato di superbia in molte occasioni (confesserà il suo peccato solo nel XIII canto). Mentre sta camminando chino, viene chiamato da un'anima che, per vedere in faccia l'uomo vivo, si è scostata un poco dal masso. Si tratta di Oderisi da Gubbio, miniatore umbro. Egli si rivolge a Dante chiamandolo "frate", ovvero fratello, a indicare il fatto che tutti gli uomini sono figli di un unico padre.
Alle parole elogiative di Dante che lo ha riconosciuto, Oderisi risponde con modestia di non aver portato tanta gloria alla miniatura (l'arte dell'"alluminar" dal francese "enluminer") quanta ne sta portando Franco Bolognese e si rammarica di non aver riconosciuto il suo merito in vita, accecato dal desiderio di gloria ed eccellenza. Per sua fortuna si pentì "quando ancora poteva peccare", cioè in vita, e ora si trova in Purgatorio, invece che nell'Antipurgatorio, dove dovrebbe essere se si fosse pentito solo in punto di morte.
Poi Oderisi si lamenta di quanto sia vana la gloria raggiunta sulla terra (inanis gloria – vana gloria, considerata da papa Gregorio I il primo dei vizi capitali, che egli fa derivare tutti dalla superbia) e soprattutto la superbia umana (rievocazione del canto X). Infatti la fama è di breve durata come il colore verde in una foglia (simbolo di fragilità e caducità). Se la fama dura più a lungo è solo perché talvolta ad una età di splendore (per quanto effimero) ne succede una di rozzezza.
Come esempio della transitorietà della fama, Oderisi cita Cimabue, il quale credeva di essere il padrone nel campo della pittura e invece il suo allievo Giotto ora gode del suo presunto primato. Oderisi cita anche lo stilnovista Guido Guinizzelli (che Dante incontrerà nel canto XXVI), al quale la fama nella poesia in lingua volgare è stata tolta da Guido Cavalcanti. E ora è forse già nato colui che lo farà dimenticare (probabile allusione allo stesso Dante). Tutti prima o poi sono costretti a cedere la loro fama ai posteri. La fama terrena è come il vento: prima soffia da una parte poi dall'altra, secondo i cambiamenti dei gusti e della situazione politica e sociale.
Oderisi chiede retoricamente che fama avrà un uomo che muore vecchio rispetto ad uno che muore giovane di fronte allo scorrere di 1000 anni. Dinnanzi all'eternità di Dio 1000 anni sono come un battito di ciglia (Boezio) rispetto al movimento del cielo delle Stelle fisse che impiega 360 secoli per ruotare attorno al proprio asse (iperbole che indica il divario tra le cose terrene e il concetto d'eternità dell'uomo e la creazione di Dio).

#### Provenzano Salvani (versi 109-142)

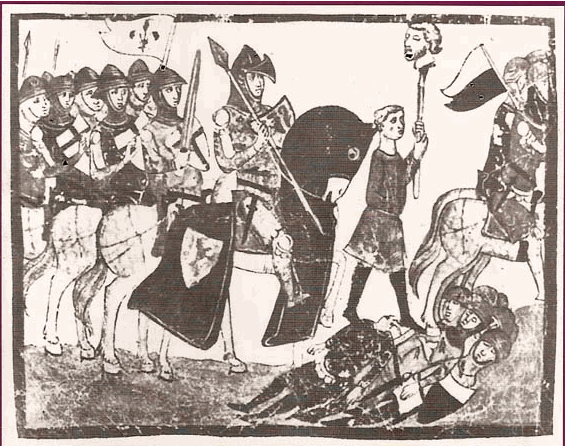
Miniatura del sec. XIV, Roma Biblioteca Chigiana: un fante porta sull'asta la testa di Provenzano Salvani

Provenzano Salvani, capo dei Ghibellini senesi, è un esempio della caducità della fama legata alla politica. Egli combatté e fu uno degli artefici della vittoria a Montaperti (1260). La sua decadenza cominciò dopo la battaglia di Benevento (1266) e poi morì in battaglia a Colle di Val d'Elsa, ucciso dai fiorentini, che a quei tempi erano superbi quanto ora sono corrotti (ora la superbia di Firenze ha assunto la forma dell'orgoglio e dell'avarizia). Quando i Guelfi tornarono a Siena, condannarono alla damnatio memoriae la casata dei Salvani, distruggendo le loro case e cancellando ogni segno della loro memoria.
Oderisi conclude il suo discorso riguardo ai superbi che come lui percorrono questa cornice del Purgatorio con una similitudine (di derivazione biblica) tra la fama terrena e la durata del colore dell'erba che rinsecchisce quando c'è troppo sole, lo stesso sole che la fa crescere e germogliare, così come la fama fa germogliare la vita d'un uomo, ma quand'è troppa lo consuma.
Dante dice a Oderisi che il suo discorso lo ha liberato dal suo orgoglio e domanda a chi si stesse riferendo prima. Oderisi racconta allora che stava parlando di Provenzano Salvani, estremamente ambizioso di diventare il padrone di Siena. Egli ebbe la stessa presunzione dei fiorentini prima della battaglia a Montaperti di impadronirsi della sua città. La presunzione è infatti una de filiabus superbiae, una delle figlie della superbia. Così ora è costretto a camminare con il viso chino.
Allora Dante domanda come mai l'anima di Provenzano si trovi qui, dal momento che un'anima, che per pentirsi attende la fine della sua vita, deve sostare nell'Antipurgatorio in attesa che trascorra tanto tempo quanto visse, a meno che qualche vivente non preghi in suo suffragio. Dante crede infatti che, dato il comportamento di Provenzano, nessuno abbia dedicato a lui una preghiera. Oderisi risponde che Provenzano, quando era al massimo della sua potenza e fama, si recò al Campo di Siena, al centro della città, e chiese l'elemosina per liberare dalla prigione un amico prigioniero di Carlo d'Angiò.
Oderisi conclude il colloquio con una profezia, volutamente oscura, dell'esilio di Dante.

## Analisi del canto
Il canto XI appartiene ad una trilogia dedicata alla superbia (nel canto X appaiono esempi di umiltà, nel canto XII esempi di superbia punita) ed essendo dedicato all'incontro con personaggi penitenti è, fra i tre, il più vivo. È anche il primo canto in cui, dopo il passaggio della porta di ingresso al Purgatorio, si incontrano le anime che stanno purificandosi attraverso una pena fisica e morale. È costruito con una struttura assai semplice, che comprende una preghiera iniziale e alcuni esempi di superbia; ma riveste un particolare valore perché profondamente legato alla storia sia privata sia pubblica di Dante, che si sente direttamente coinvolto in questo peccato.
Il canto si apre con la preghiera del pater noster, recitata dalle anime mentre avanzano con ritmo lento, curve sotto il peso dei macigni che le opprimono. Dante ha scelto per il peccato più grave la preghiera più alta, adeguando il testo evangelico a questa particolare situazione, attraverso l'inserimento di brevi commenti all'interno dei versetti della preghiera. Dedicata sia ai morti che ai viventi, la preghiera riprende un tema essenziale nel Purgatorio: la fraternità che lega tutti gli uomini al di là dei limiti di spazio e di tempo. Anche Dante pertanto, fin da questo inizio, è inserito nell'espiazione dei superbi, nello stesso momento in cui la sta rappresentando.
Il significato profondo della sequenza consiste nel superamento dell'eccessivo valore dell'individuo, che si identifica col peccato di superbia. Il cristianesimo valorizza l'uomo che sa adeguarsi liberamente al disegno divino e si inscrive in una prospettiva di umiltà. Da qui il tono francescano di questa supplica, di qui la scelta di questa particolare preghiera, con la quale il credente si affida umilmente alla volontà del Padre, che è nei cieli.
Anche se la scelta è collegata a motivazioni personali, Dante fino da questo primo gruppo di penitenti ricorre alla tecnica medievale dell'exemplum, cioè individua tre figure che appartengono alla storia contemporanea e rappresentano tre diversi modelli di superbi, in modo che i lettori riconoscano in loro la realtà storica e il significato universale. Nello stesso tempo lui, nobile, artista e politico, rappresenta la storia di un superbo per nobiltà, di un superbo per la sua arte, di un superbo per il suo ruolo politico. Così egli oggettiva nei tre personaggi la propria vicenda personale e, insieme, vive con loro un suo momento penitenziale.
Omberto Aldobrandeschi è un feudatario appartenente a quella società feudale che dette il meglio di sé nella società cavalleresca e cortese, ma rispose poi con alterigia ai tempi nuovi. Il peccato di superbia riguarda non solo lui, ma tutta la sua famiglia. Il poeta lo rappresenta in modo drammatico, in quanto nella sua contrizione affiorano involontarie tracce di alterezza. In questo sdoppiamento, che si perpetua anche nella morte, rivive la vicenda di una classe nobiliare che, mentre propone come ideale la misura, vi trasgredisce con l'arroganza e la vana gloria.
Oderisi entra in scena con grande naturalezza attraverso una gestualità (si torse sotto il peso che li impaccia) che gli conferisce una nota di vivo realismo. Egli assume un ruolo di singolare rilievo perché il campo di attività (l'arte) da cui nasce il suo peccato è anche quello di Dante. Certo la miniatura, di cui egli è stato grande protagonista è una specializzazione delimitata e per questo, forse, egli non è stato in grado di comprendere l'ampiezza del provvidenziale disegno divino, ma ora che ha ben compreso il senso della realtà passa subito dalla vicenda personale a considerazioni di valore universale. Per di più, l'arte nel suo tempo sta vivendo grandi trasformazioni; per questo assume maggior senso il quadro critico che Oderisi disegna relativamente alla civiltà artistica e che comprende due miniaturisti (lui stesso e Franco Bolognese), due pittori (Cimabue e Giotto), due poeti (Guido Guinizzelli e Guido Cavalcanti).
Quello con Oderisi è di nuovo l'incontro con un amico, che consente a Dante di riprendere e rivedere criticamente le antiche consuetudini, respingendo quanto di caduco e colpevole individua in esse. Perciò egli inserisce un'allusione anche a sé stesso (e forse è nato chi l'uno e l'altro caccerà del nido), senza cadere in un atto di superbia in quanto poggia non sull'eccellenza ma sulla caducità della fama. L'arte non può essere alternativa e sostitutiva dell'impegno religioso; l'artista deve rivelare la verità di Dio, farsi scriba Dei e accettare la brevità della propria fama, in quanto l'evoluzione delle forme artistiche e del gusto si iscrive nella parallela evoluzione della storia. L'artista è innanzitutto un uomo e il suo valore più alto consiste nel suo agire magnanimo e nella autocoscienza dei suoi limiti.
Brevissima e intensa la storia del terzo personaggio, che non entra direttamente in scena, ma assume forte rilievo attraverso le parole di Oderisi. Provenzano Salvani, un tempo signore di Siena, superbo del proprio potere politico, ha vissuto il contrasto fra un'indole orgogliosa e l'umiliazione volontariamente subita. L'umiltà, ponendolo nella prospettiva cristiana, lo ha redento ed in silenziosa magnanima umiltà egli ora procede nel suo cammino di penitenza. Attraverso Provenzano Dante parla di sé; a lui, che, consapevole del proprio genio, ha rischiato di peccare di superbia, toccherà l'umiliazione dell'esilio. E proprio lui dovrà mostrarsi magnanimo nell'affrontare l'umana miseria.